# Jesínská lípa
Jesínská lípa je památný strom - lípa velkolistá (Tilia platyphyllos) v Jesínkách, části města Bochov v okrese Karlovy Vary v Karlovarském kraji. Mohutný rozložitý strom roste na upravené travnaté ploše před rekreační chatou. Původně zde byla náves a lípa rostla před bránou do statku. Šikmo rostoucí kmen s vychýleným těžištěm nese širokou sekundární korunu, zajištěnou pružnou bezpečnostní vazbou. Lípa byla v roce 1988 poškozena ohněm, dutina v místě rozvětvení byla vyčištěna a konzervována.
Obvod kmene měří 550 cm, koruna stromu sahá do výšky 21,5 m (měření 2014). Stáří stromu bylo v roce 2004 odhadováno na 300 let. Je chráněn od roku 1998 především jako strom významný stářím a vzrůstem.

## Stromy vokolí
- Klen na hřbitově
- Jakobovy lípy
- Kozlovská lípa